# Świadkowie Jehowy na Bahamach
Świadkowie Jehowy na Bahamach – społeczność wyznaniowa na Bahamach, należąca do ogólnoświatowej wspólnoty Świadków Jehowy, licząca w 2023 roku 1750 głosicieli, należących do 28 zborów. Na dorocznej uroczystości Wieczerzy Pańskiej w 2023 roku zgromadziło się 4489 osób. Od 2012 roku działalność miejscowych głosicieli koordynuje Amerykańskie Biuro Oddziału w Wallkill. Biuro Krajowe znajduje się w Nassau.

## Historia

### Początki
Publikacje Towarzystwa Strażnica dotarły na Bahamy w roku 1901. Regularną działalność kaznodziejską rozpoczęto w roku 1926, gdy Edward McKenzie z żoną przybył z Jamajki. W tym samym roku dołączyło do nich dwoje innych Jamajczyków: Clarence Walters i Rachel Gregory. W roku 1928 na Bahamach było 7 głosicieli, z którymi w lutym 1929 roku przez dwa tygodnie współpracował Clayton J. Woodworth. Podczas swojej wizyty popłynął łodzią z Nassau na Wielkie Abaco, gdzie prowadził działalność kaznodziejską.
W roku 1933 przybyła Rachel Gregory z Jamajki, która jako pionierka rozpoczęła działalność kaznodziejską na Out Islands. W tym sam roku z Trynidadu przybył E.P. Roberts.
W latach 1940–1945 obowiązywał zakaz dotyczący literatury Świadków Jehowy, dlatego też głosiciele w czasie działalności kaznodziejskiej posługiwali się samą Biblią. W 1946 roku na wyspach było trzech głosicieli.

### Rozwój działalności
1 marca 1947 roku na Bahamy dotarła pierwsza grupa czterech misjonarzy Szkoły Gilead. 20 głosicieli działających na Bahamach zdobyło 2400 podpisów pod petycją do władz wysp o pozostawienie na nich misjonarzy, którym groziła deportacja ze względu na prowadzoną działalność kaznodziejską. Petycja ta odniosła zamierzony skutek. Misjonarze pozostali. Od tego samego roku do rozwoju dzieła głoszenia przyczyniła się działalność pięciu pionierów, którzy docierali do większości wysp na łodziach. Rok później w kraju działało 50 głosicieli. W roku 1948 szkunerem Sibia do Nassau przybyli kolejni głosiciele, krzewiąc swoje wyznanie przez kilkanaście dni. Potem działali na wyspach Eleuthera, Andros, Wielkie Abaco, Bimini, Cat Island, Long Island, Harbour Island, Exumas, Inaguas i Rum Cay.
W grudniu 1950 roku Bahamy odwiedzili Nathan H. Knorr i Milton G. Henschel i otwarto Biuro Oddziału, a w stolicy zorganizowano kongres pod hasłem „Rozrost Teokracji”. W roku 1953 przekroczono liczbę 100 głosicieli. Rok później korzystając z łodzi The Kirkwood II oraz The Faith głoszono na innych wyspach. W tym samym roku w stolicy powstała pierwsza Sala Królestwa. W roku 1956 założono zbór na wyspie Wielka Bahama.
W roku 1961 zanotowano liczbę 200 głosicieli. W tym samym roku Bahamy dwukrotnie odwiedził Milton G. Henschel, który wygłosił serię przemówień, a później w lipcu, uczestnicząc w kongresie pod hasłem „Zjednoczeni wielbiciele”.
W roku 1971 odbył się na Bahamach pierwszy kongres międzynarodowy pod hasłem „Imię Boże”. W roku 1974 działało 500 głosicieli, a w 1988 roku – 1000.
8 lutego 1992 roku otwarto Salę Zgromadzeń i nowe Biuro Oddziału. W latach 90. XX wieku na wyspach Wielka Bahama i Wielkie Abaco powstały zbory Haitańczyków. W 1993 roku zorganizowano dla nich pierwszy kongres na Bahamach (pod hasłem „Pouczani przez Boga”)  w lokalnym języku kreolskim. W 2003 roku przekroczono liczbę 1500 głosicieli, a w 2010 roku było ich 1806. W 2014 roku w kraju działało około 1875 głosicieli.
W październiku 2016 roku zorganizowano pomoc humanitarną dla poszkodowanych przez huragan Matthew (w ramach tej pomocy naprawiono 254 domy współwyznawców), we wrześniu 2017 roku przez huragan Irma, we wrześniu 2019 roku przez huragan Dorian (szacowany koszt akcji pomocy to około 1 750 000 dolarów), a w listopadzie 2020 roku przez huragan Eta.
7 stycznia 2023 roku Mark Sanderson, członek 
Ciała Kierowniczego, wziął udział w uroczystości oddania do użytku odbudowanej (po zniszczeniach huraganu Dorian) Sali Królestwa na wyspie Wielkie Abaco. Z obiektu korzysta zbór anglojęzyczny oraz zbór posługujący się językiem kreolskim.
Kongresy odbywają się w językach: angielskim, hiszpańskim, kreolskim haitańskim i amerykańskim języku migowym.